# Општина Ваља Драгулуј (Ђурђу)
Ваља Драгулуј (рум. Valea Dragului) општина је у Румунији у округу Ђурђу.
Oпштина се налази на надморској висини од 50 m.